# Boloria reiffi
Boloria reiffi är en fjärilsart som beskrevs av Reuss 1925. Boloria reiffi ingår i släktet Boloria och familjen praktfjärilar. Inga underarter finns listade i Catalogue of Life.